# Magnetizace
Magnetizace (též magnetování nebo zmagnetování) představuje fyzikální jev, ke kterému dochází při vložení látky (tělesa) do magnetického pole, a který se projevuje změnou vlastností dané látky. Magnetická látka se označuje jako magnetikum nebo jako zmagnetovaná látka.
Velikost zmagnetování lze určit pomocí fyzikální veličiny označované jako magnetizace.

## Rozdělení magnetik

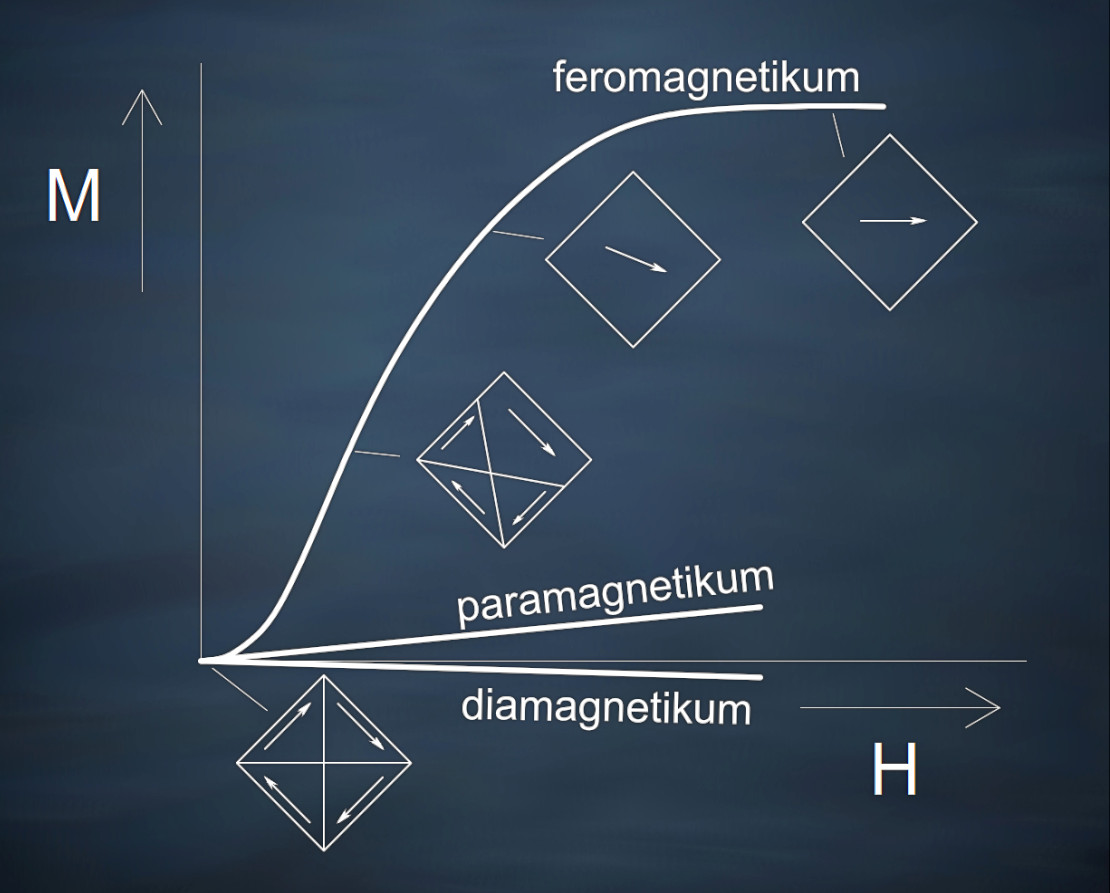
Magnetizační křivka feromagnetika, paramagnetika, diamagnetika

Látky nejčastěji dělíme na magnetické a nemagnetické. Ve skutečnosti na každou látku bez výjimky působí magnetické pole. Podle síly magnetické interakce můžeme látky dělit na magneticky silné (feromagnetika) a magneticky slabé (paramagnetika, diamagnetika). Zmagnetování zdrojů (částic) popisuje magnetický moment m a zmagnetování těles popisuju magnetizace M. Podle celkového magnetického momentu tělesa M lze rozlišit následující základní skupiny magnetických látek.
- Diamagnetikum – Látka složená z atomů s nulovým výsledným magnetickým momentem. Vložením do vnějšího magnetického pole se v látce indukuje magnetický moment, který je v proti směru vnějšího magnetického pole. Dochází tak k mírnému zeslabování vnějšího magnetického pole v látce, lze pozorovat jako slabé vypuzování látky z magnetického pole.
- Paramagnetikum – Látka složená z částic s nenulovým magnetickým momentem, které jsou však orientovány náhodně, takže výsledný magnetický moment makroskopické části bez působení vnějšího magnetického pole je nulový. Vložením do vnějšího magnetického pole dochází natočení magnetických momentů látky ve směru vnějšího magnetického pole, což má za následek mírné zesílení vnějšího magnetického pole v látce, lze pozorovat jako slabé vtahování látky do magnetického pole.
- Feromagnetikum – Magnetické momenty atomů se v malém objemu feromagnetika samovolně uspořádávají ve shodné orientaci, těmto magneticky shodně orientovaný částem látky se říká magnetické domény. Domény jsou v celém objemu látky orientovány náhodně a výsledný magnetický moment makroskopické části tělesa je pak nulový. Ve slabém vnějším magnetickém poli dochází ke zvětšování domén, zvětšují se nejvíce ty domény, které jsou nejvíce ve směru vnějšího magnetického pole jenž je definované intenzitu magnetického pole H. V silném poli pak dochází ke změně orientace domén, podobně jako v paramagnetické látce.

Zesílení a zeslabení magnetického pole v látce závisí na intenzitě magnetického pole H. Zeslabení pole v diamagnetiku roste lineárně v závislosti na intenzitě. Paramagnetikum dokáže více pole zesílit více než diamagnetikum pole zeslabit. Nárůst magnetického pole v paramagnetiku je také v lineární závislosti s intenzitou magnetického pole. Feromagnetikum dokáže ve svém objemu zesílit magnetické pole až o několik řádů víc než paramagnetikum, zesílení závisí na intenzitě vnějšího magnetického pole nelineárně.

## Podstata magnetování feromagnetik

proudové smyčky kolem atomu, shodně orientované

André-Marie Ampère si už v první polovině 19. století, tedy téměř sto let před objevem elektronu, vysvětloval magnetismus látek jako výsledek pohybu „molekulárních“ proudů po přesně uspořádaných kruhových drahách. Magnetické momenty vzniklé oběžným pohybem elektronů kolem jádra atomu plně odpovídají Ampèrově představě. Další zkoumání elektronu prokázalo, že i samotný elektron má svůj magnetický moment, předpokládalo se, že tento magnetický moment vzniká otáčením elektronu kolem své vlastní osy, obdobně jako by se kolem vlastní osy točila koule s rozprostřeným elektrickým nábojem na svém povrchu. Proto byla tato vlastnost elementárních částic nazvána spin. Představa o otáčejícím se elektronu byla později vyvrácena, zavádějící název však zůstal. Celkový magnetický moment atomu je dán součtem oběhovým (orbitálním) a spinovým magnetickým momentem všech elektronů v atomu.
Magnetické pole je ve hmotném prostředí ovlivňováno interakcí s látkou. Velikost tohoto působení je závislá na struktuře atomů. Zjednodušeně si to lze představit tak, že pohyb elektronu kolem atomového jádra představuje proudovou smyčku, kterou lze chápat jako magnetický dipól s magnetickým momentem. Struktura elektronového obalu atomu pak dává jeho výsledný magnetický moment. Těmito jevy se podrobně zabývá kvantová fyzika.
Projev magnetizace je důsledkem uspořádání magnetických domén feromagnetického materiálu tak, že se jejich účinek projevuje navenek. S mírným nárůstem vnějšího pole, první dochází ke zvětšování domén, které jsou nejvíce ve směru vnějšího magnetického pole. S dalším nárůstem vnějšího pole dochází k natáčení atomových dipólu, dokud nedojde k magnetickému nasycení materiálu. Magnetizace může být dočasná (trvá pouze po dobu působení vnějšího magnetického pole) nebo trvalá (trvá i po zániku budícího pole). V tom případě i po zániku budícího pole může část domén zůstat orientovaná ve směru působícího pole a magnetizovaná látka má zbytkový (remanentní) magnetismus (toho se využívá například při rozběhu dynam či výrobě magnetů). Látka má pak permanentní magnetický dipólový moment a lze najít tzv. severní a jižní magnetický pól tj. místa, kde magnetické siločáry procházejí povrchem.
Ačkoliv elektrony mají magnetický dipólový moment, ne všechny látky vykazují magnetické vlastnosti. Jako příklad lze uvést atom vodíku, jehož jádro sestává z jednoho protonu. Molekula vody obsahuje dva vodíkové atomy a atom kyslíku, jehož magnetický dipólový moment je nulový, protože kyslík má sudý počet protonů. Přestože molekula vody obsahuje tyto dva magnetické dipóly, voda není magnetická. Důvodem je náhodná orientace vektorů dipólových momentů, které se tak vzájemně kompenzují a jejich výsledný součet je nulový. Voda, bez přiloženého vnějšího pole, má proto nulovou magnetizaci.
Při přiložení vnějšího magnetického pole se dipólové momenty jader vodíku uspořádají podél siločar magnetického pole. Jen v tomto případě má voda nenulovou magnetizaci a je slabě magnetická.

## Podstata demagnetování feromagnetik
K demagnetování feromagnetik dojde pokud se magnetické momenty jednotlivých částic uspořádají v látce náhodně. Může toho být docíleno buď vnějším magnetickým polem, nárazem, ale nejčastěji zahřáním nad Curieovu teplotu.

## Využití
Problematika magnetizace je tématem návrhu elektrických strojů. Materiálů se užívá ve velkém měřítku pro záznam informací na magnetických bubnech, páskách, discích, disketách a dalších datových médiích.